# Гадара
Гадара (ивр. גדרה‎, gad´a-ra или גדר‎, ga-der; др.-греч. τὰ  Γάδαρα; араб. أم قيس‎, Умм-Кайс) — древний укреплённый город в Восточной Палестине, ныне холм Умм-Кайс (Мукес) на территории Иордании.

## История
В III веке до н. э. здесь расселяются греки и эллинизированные в правление Селевкидов местные жители. По словам Полибия Гадара была самым укрепленным городом Переи, в 218 году до н. э. перед городом расположил свой лагерь Антиох III Великий, намереваясь взять один из последних оплотов власти Птолемеев восточнее реки Иордан. Сирийцы активно начали готовить все необходимое для осады, в том числе баллисты и камнеметы. Устрашенные вражескими приготовлениями, жители города капитулировали. Впрочем через год, после битвы при Рафии, Антиох вынужден был вернуть Птолемею захваченный ранее город. Около 100 года до н. э. здесь известны тираны Зенон и его сын Феодор. В 93 году до н. э. город завоёван царём Иудеи Александром Яннаем, а в 63 году до н. э. он передаётся Помпеем в состав Декаполиса — союза 10 эллинизированных городов Заиорданья, находившегося под верховной властью Рима.
Гадара был родиной известных греческих поэтов Мениппа (III век до н. э.), Филодема и Мелеагра (I век до н. э.). Город был разрушен в результате землетрясения в VIII веке н. э.
С 2001 года в окрестностях Гадары работает специальная международная археологическая программа «Гадара Регион проект», изучающая догреческие и послегреческие культурные слои этом районе, насчитывающем более чем 5000-летнюю культурную жизнь.